# Dobeno, Mengeš
Dobeno je naselje v Občini Mengeš.

## Zemljepisni položaj
Dobeno je razloženo naselje, ki se sestoji iz zaselkov Zgornjega, Srednjega in Spodnjega Dobena. Leži na položnih vzhodnih in jugovzhodnih pobočjih Rašice. Iz Zgornjega Dobena do vrha Staneta Kosca (641m) je 20 minut hoje. Samo naselje je zanimiva izletniška točka s številnimi počitniškimi hišicami mestnega prebivalstva. Vsako leto v septembru domače turistično društvo pripravi turistično prireditev poimenovano Dobenski praznik.
Dostop do Dobena je možen iz vasi Rašica ali iz Loke pri Mengšu oziroma Trzina, mimo .gradu jable

## Izvor krajevnega imena
Krajevno ime zelo verjetno izhaja iz Dǫbenъnò (selò) in je izpeljano iz besede dób, ki se je v rednem jezikovnem razvoju razvila iz slovanske besede 
dǫbъ v pomenu listnato drevo, hrast (Dob, vrsta hrasta). V starih zapisih se kraj omenja leta 1461 Dobien, 1602 Duben in 1606 Dobbenega.